# Distretto di Elmadağ
Il distretto di Elmadağ (in turco Elmadağ ilçesi) è uno dei distretti della provincia di Ankara, in Turchia. Parte del distretto è compresa nel comune metropolitano di Ankara.